# Elettra (Strauss)
Elettra (Elektra) è un'opera in un atto di Richard Strauss su libretto di Hugo von Hofmannsthal, che lo derivò dalla sua tragedia Elettra, la quale si rifà alla tragedia omonima di Sofocle.

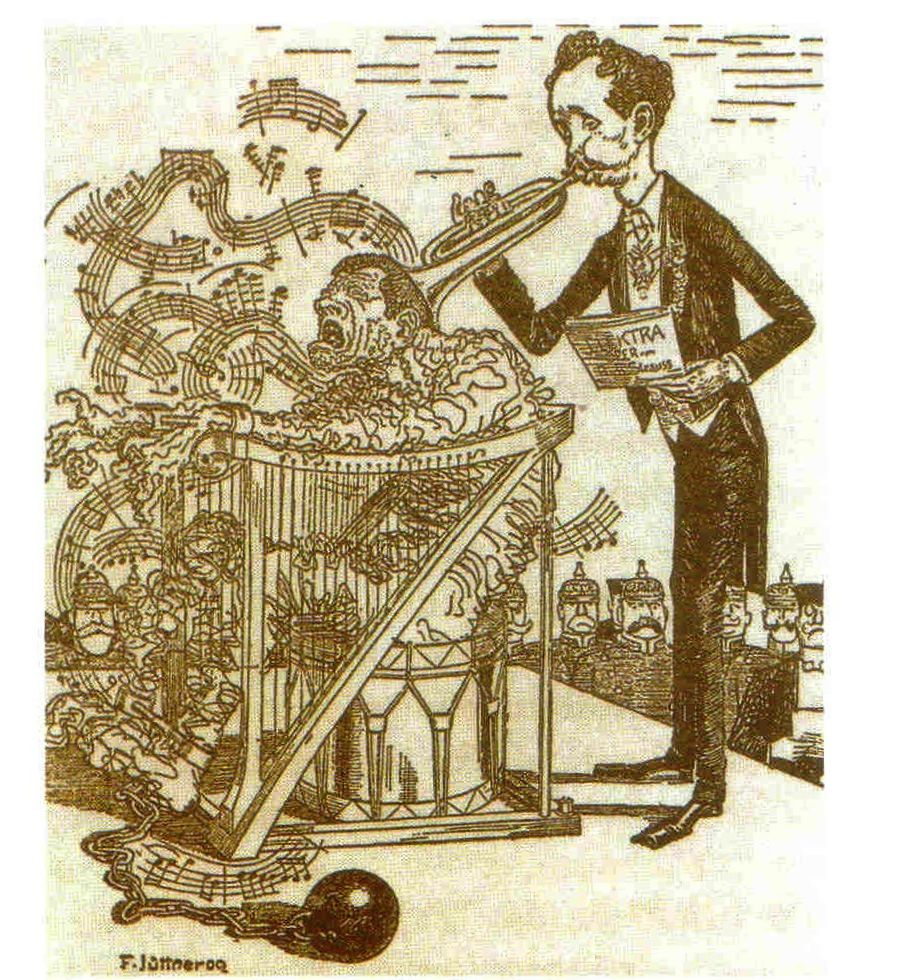
Caricatura che, giocando sul nome della protagonista, evoca l'impatto della violenza dell'opera sull'ascoltatore.

Insieme a Salomè rientra nel primo periodo del teatro musicale di Strauss, caratterizzato in chiave espressionista. L'orchestra, estremamente nutrita, tiene i fili di un discorso musicale caratterizzato da aspre dissonanze e sonorità parossistiche, spesso travolgendo le voci a cui è affidato un canto prevalentemente declamatorio.

## Trama
L'azione si svolge nel periodo immediatamente successivo alla fine della guerra di Troia al palazzo degli Atridi a Micene.
Clitemnestra ha assassinato, con l'aiuto dell'amante Egisto, il marito Agamennone, dopo che costui ha fatto ritorno dalla guerra di Troia. Adesso Clitemnestra ed Egisto sono marito e moglie e governano insieme Micene. Le figlie di Clitemnestra, Elettra e Crisotemide, vivono penosamente.
Elettra vive come un animale, camminando sempre nello stesso angolo della corte del palazzo, in silenzio, senza comunicare con nessuno, con l'aspetto trasandato e lo sguardo perso. Per Clitemnestra, la presenza di Elettra è come quella di un fantasma accusatore che la incolpa in ogni istante di essere la causa dell'assassinio di Agamennone e per questo motivo cerca di evitarla.
Le ancelle si burlano della giovane, mentre lei non smette di vegliare al solito posto nella corte. Solamente un'ancella sembra avvertire compassione per la figlia di Clitemnestra e per questo viene malamente percossa dalle compagne. Elettra è l'unica persona del palazzo che sa che proprio in quel luogo è sepolta l'ascia con cui è stato ucciso il padre.
Sopraggiunge la bella e delicata Crisotemide, sorella di Elettra. La giovane è terrorizzata: Egisto e Clitemnestra hanno deciso di recludere Elettra in una torre. Crisotemide vorrebbe soltanto fuggire da lì ed essere felice creandosi una famiglia; per questo motivo incalza la sorella affinché modifichi il suo atteggiamento nei confronti della madre, la quale, è convinta che Elettra sia colpevole della terribile atmosfera che grava sul palazzo.
In risposta, Crisotemide, riceve dalla sorella uno sguardo strano e inquietante. Appare allora Clitemnestra che, accompagnata dai propri sudditi, si incammina verso il tempio senza evitare l'atroce scambio di sguardi con la figlia. L'assassina di Agamennone vuole dedicare alcuni istanti della preghiera per chiedere agli dei di allontanare i fantasmi che popolano i suoi sogni e che la tormentano senza tregua. La notte precedente ha sognato il figlio Oreste, che aveva allontanato dal palazzo quando ancora era in giovane età.

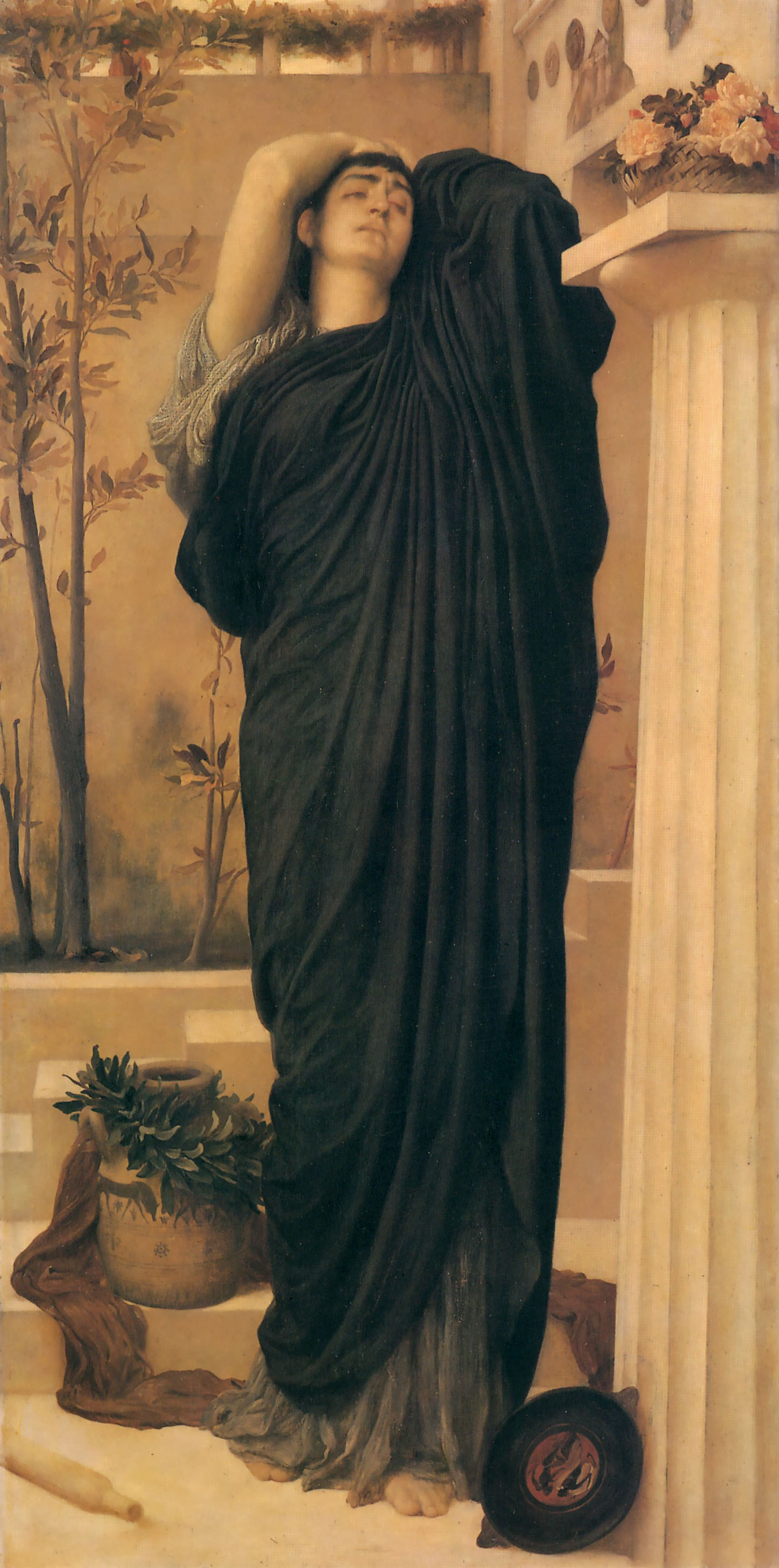
Elettra che piange sulla tomba del padre Agamennone.

Clitemnestra si avvicina al luogo dove si trova Elettra e chiede alla figlia cosa dovrebbe fare perché i suoi incubi la abbandonino definitivamente. Elettra rompe il silenzio dopo tanti anni e replica alla madre che solo un sacrificio molto speciale potrebbe porre fine ai suoi tormenti. Clitemnestra esige di conoscere immediatamente il miracoloso rimedio, al che la figlia le risponde che deve trattarsi di un sacrificio umano: deve morire una donna sposata per mano di un suo famigliare.
Poi Elettra chiede alla madre perché si oppone al ritorno del fratello Oreste. Un brivido turba nuovamente la pace di Clitemnestra, ma proprio in quel momento sopraggiunge un'ancella che le riferisce a bassa voce un messaggio, che la soddisfa enormemente. Dopo aver rivolto l'ennesimo sguardo di odio alla figlia, Clitemnestra entra nel palazzo.
Ma ecco che Crisotemide sopraggiunge correndo e piangendo sconsolatamente: ha ricevuto la notizia che Oreste è morto. Elettra pare commossa: per molto tempo aveva custodito l'arma con cui il fratello avrebbe dovuto uccidere la madre, adesso, dovrà occuparsi personalmente della vendetta. Supplica allora la sorella di aiutarla e, per convincerla, la rassicura che dopo vivranno finalmente in pace. Ma Crisotemide fugge atterrita.
Elettra non può attendere, lo farà senza l'aiuto della sorella e, come impazzita, scava per terra alla ricerca dell'arma criminale. Ma un'ombra misteriosa la coglie di sorpresa e impaurita rivolge lo sguardo verso la presenza inquietante: il misterioso personaggio rivela di essere Oreste; Elettra si lascia trasportare dall'emozione e crolla ai piedi del fratello.
Appaiono tre vecchi servi che si prostrano ai piedi del nuovo arrivato. Elettra avverte una felicità smisurata e finalmente riferisce al fratello le proprie disgrazie e reclama vendetta. Oreste è disposto a fare giustizia, effettivamente è venuto per castigare gli assassini. Entra nel palazzo e, mentre Elettra attende nella corte in uno stato d'animo che rasenta l'isterismo, si odono in lontananza le grida raccapriccianti di Clitemnestra. Le urla della moribonda sono causa di grande scompiglio nel palazzo.
Appaiono Crisotemide e i servi seguiti da Egisto alla ricerca dell'amante, ed è la stessa Elettra che lo guida con una torcia; Oreste uccide anche lui. Elettra sprofonda in uno stato di trance: l'unico sogno che la manteneva in vita ora si è realizzato. Nonostante tutto è dispiaciuta di non aver consegnato al fratello l'arma con la quale i criminali avevano assassinato il padre. Elettra si alza in piedi e, dopo aver fatto alcuni passi, inizia una danza delirante con la quale celebra il suo trionfo fino a che cade a terra esanime. Crisotemide, che ha assistito alla tragica fine della sorella, percuote la porta del palazzo invocando il nome di Oreste.

## Organico orchestrale
La partitura, che rappresenta l'organico orchestrale più grande nel normale repertorio d'opera, prevede l'utilizzazione di:
- 4 flauti e 2 ottavini; 3 oboi e 1 corno inglese; 1 heckelphone; 4 clarinetti e 1 clarinetto in Mib; 1 clarinetto basso; 2 corni di bassetto, 3 fagotti e 1 controfagotto.
- 8 corni che suonano anche 4 tube di Wagner; 6 trombe; 1 tromba bassa; 2 tromboni tenori; 1 trombone basso; 1 trombone contrabbasso; 1 basso tuba.
- 6-8 timpani, tamburo, grancassa, piatti, triangolo, tam-tam, tamburello, nacchere, glockenspiel
- celesta (ad libitum)
- 2 arpe
- archi (24 violini, 18 viole, 12 violoncelli, 8 contrabbassi)

## Principali rappresentazioni
L'opera fu rappresentata in prima assoluta alla Königliches Opernhaus di Dresda il 25 gennaio 1909, diretta da Ernst von Schuch e con Annie Krull nel ruolo eponimo, raccogliendo scarso successo. Il 22 febbraio successivo avviene la prima all'Opera di Amburgo diretta da von Schuch, il 24 marzo al Wiener Staatsoper, il 6 aprile al Teatro alla Scala di Milano, come Elettra il italiano, con Solomija Krušel'nyc'ka alla presenza del compositore e il 1º febbraio 1910 al Manhattan Center di New York nella traduzione francese di Henry Gauthier-Villars. La fortuna dell'opera iniziò il 19 febbraio seguente, quando fu eseguita la prima nel Regno Unito al Royal Opera House, Covent Garden di Londra, diretta da Thomas Beecham e ancora una volta con la Kroll nel ruolo della protagonista.
Il 25 aprile successivo avviene la prima al Teatro Nazionale di Praga, il 26 maggio al La Monnaie/De Munt nella traduzione di Gauthier-Villars e nel 1912 il 7 febbraio con Emma Carelli al Teatro Costanzi di Roma, in italiano e il 1º aprile a Glasgow per la Denhof Opera Company, in inglese.
Allo Staatsoper di Vienna fino al 2015 l'opera è andata in scena per 325 recite.
Il 1º gennaio 1930 avviene la prima al Teatro Regio di Torino diretta da Franco Capuana con Maria Caniglia, il successivo 19 gennaio all'Opera di Lipsia ed il 29 ottobre 1931 avviene la prima statunitense in tedesco all'Academy of Music per la Philadelphia Grand Opera Company diretta da Fritz Reiner con Nelson Eddy.
Il 25 febbraio 1932 avviene la prima all'Opéra national de Paris ed il 3 dicembre successivo al Metropolitan Opera House di New York dove fino al 2009 vanno in scena 101 recite.
Il 17 agosto 1934 avviene la prima diretta da Clemens Krauss con Viorica Ursuleac al Festival di Salisburgo, l'11 febbraio 1936 al Teatro Verdi (Trieste), il 21 marzo 1937 in concerto alla Carnegie Hall di New York con la Caniglia, il 30 aprile 1938 con Maria Pedrini diretta da Nino Sanzogno, alla presenza di Strauss, al Teatro La Fenice di Venezia ed il 24 ottobre successivo al San Francisco Opera diretta da Reiner con Kerstin Thorborg.
Nel 1950 avviene la prima al Teatro Comunale di Firenze diretta da Dimitri Mitropoulos con Martha Mödl, nel 1956 al Teatro San Carlo di Napoli, nel 1964 al Grand Théâtre di Ginevra con la Mödl, nel 1969 al Teatro Nuovo di Torino con la Mödl, Gino Sinimberghi, Mario Carlin ed Angelo Nosotti, nel 1975 all'Opera di Chicago.
Il 6 maggio 1977 Carlos Kleiber presentò la prima a Londra al Covent Garden con il soprano Birgit Nilsson. 
Nel 1980 fu rappresentata a Santa Fe (Nuovo Messico) con Rosalind Elias ed a San Diego, nel 1981 allo Sferisterio di Macerata diretta da André Rieu, nel 1983 all'Opéra municipal de Marseille, nel 1985 a Melbourne nella prima in Australia, nel 2003 al Teatro Filarmonico di Verona e nel 2007 a Bilbao.

## Discografia parziale
| Anno | Cast (Elettra, Clitennestra, Crisotemide, Oreste)                   | Direttore            | Etichetta           |
| ---- | ------------------------------------------------------------------- | -------------------- | ------------------- |
| 1960 | Inge Borkh, Jean Madeira, Marianne Schech, Dietrich Fischer-Dieskau | Karl Böhm            | Deutsche Grammophon |
| 1966 | Birgit Nilsson, Regina Resnik, Marie Collier, Tom Krause            | Georg Solti          | Decca               |
| 1988 | Hildegard Behrens, Christa Ludwig, Nadine Secunde, Jorma Hynninen   | Seiji Ozawa          | Decca               |
| 1989 | Éva Marton, Marjana Lipovšek, Cheryl Studer, Bernd Weikl            | Wolfgang Sawallisch  | EMI                 |
| 1995 | Deborah Polaski, Waltraud Meier, Alessandra Marc, Falk Struckmann   | Daniel Barenboim     | Teldec              |
| 1997 | Alessandra Marc, Hanna Schwarz, Deborah Voigt, Samuel Ramey         | Giuseppe Sinopoli    | Deutsche Grammophon |
| 2014 | Evelyn Herlitzius, Waltraud Meier, Anne Schwanewilms, René Pape     | Christian Thielemann | Deutsche Grammophon |

## DVD parziale
- Elettra, Birgit Nilsson / Leonie Rysanek / Mignon Dunn / Donald McIntyre, dir. James Levine, Metropolitan Opera, regia Paul Mills, registrato 1980 (concerto dal vivo); Deutsche Grammophon (2006)
- Elettra, Leonie Rysanek / Astrid Varnay / Catarina Ligendza / Dietrich Fischer-Dieskau, dir. Karl Böhm, Wiener Staatsopernchor e Wiener Philharmoniker, regia Götz Friedrich, registrato 1981 (opera-film); Deutsche Grammophon (2005)